# Dioryctria rubella
Dioryctria rubella là một loài côn trùng trong họ Pyralidae. Loài này được Hampson miêu tả khoa học đầu tiên năm 1901.
Đây là loài gây hại của cây Pinus merkusii, phát triển phổ biến ở Indonesia.